# Museum der einfachen Dinge
Das Museum der einfachen Dinge ist ein Privatmuseum in Großriedenthal im Bezirk Tulln in Niederösterreich. Es befindet sich in einem Gebäude aus der Renaissancezeit und wurde im Jahr 2001 eröffnet.

## Das Gebäude
Das Gebäude aus der Renaissancezeit, in dem das Museum der einfachen Dinge untergebracht ist, war einst ein Ritteranwesen, das im 17. Jahrhundert zu einem Großbauernhof umfunktioniert wurde. Nach dem Zweiten Weltkrieg wurde das Anwesen kaum modernisiert und noch bis 1966 bewirtschaftet. Danach stand es lange Zeit leer, weshalb von der alten Bausubstanz viel erhalten blieb.
Ab 1995 begann der Wiener Holztechniker Franz Perlaki, der das Anwesen erworben hatte, mit der behutsamen Restaurierung, wobei in manchen Bereichen die bäuerlichen Umgestaltungen auf den ursprünglichen Zustand des Rittergutes zurückgebaut wurden. Im Zuge der Gebäuderestaurierung wurden viele interessante Details aus der Frühzeit des Hauses freigelegt, etwa eine Seccomalerei aus der Renaissancezeit, Sgraffiti und eine Saatgutgrube aus vorindustrieller Zeit.

## Das Museum
Als Franz Perlaki 1995 mit der Restaurierung des Hauses begann, sichtete er über das Anwesen verstreut eine Vielzahl von Gegenständen aus dem bäuerlichen Alltag von anno dazumal. Diese bilden den hauptsächlichen Bestand des im Jahr 2001 gegründeten Museums der einfachen Dinge. Bei den Ausstellungsobjekten handelt es sich vorrangig um Haus- und Arbeitsgeräte, aber auch um weitere Dinge des alltäglichen Gebrauchs wie Kleidung, Gebetbücher und Möbel. Untergebracht ist das Museum in einem Gebäudetrakt des einstigen Großbauernhofes. Darüber hinaus können die Besucher des Museums das ehemalige Presshaus und den Weinkeller besichtigen.